# Guido Lollobrigida
Guido Lollobrigida (* 4. September 1928 in Rom; † 2013 ebenda) war ein italienischer Automobilrennfahrer und Schauspieler.

## Leben

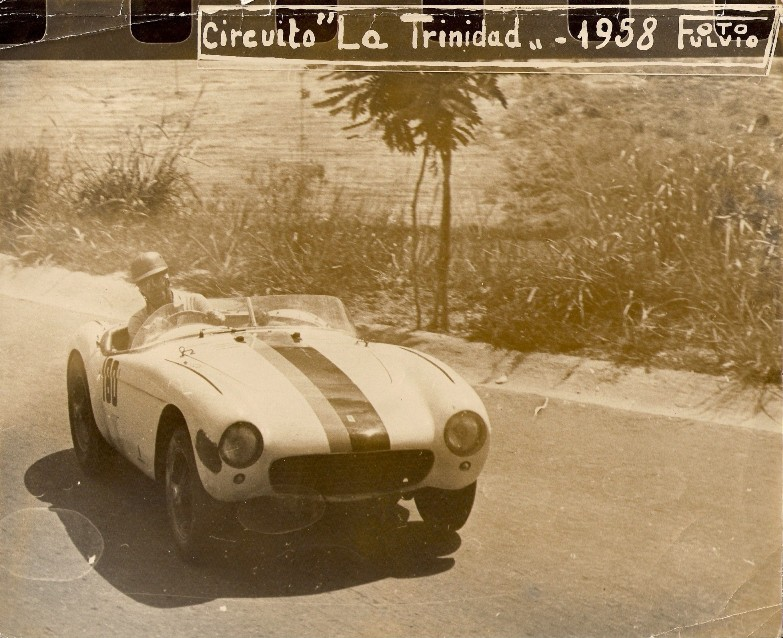
Guido Lollobrigida auf Ferrari 500 bei einem Rennen in Venezuela am 30. November 1958

Lollobrigida, der Cousin der Schauspielerin Gina Lollobrigida, diplomierte als Technik-Fachmann und war etwa zehn Jahre lang ein professioneller, erfolgreicher Rennfahrer. So nahm er 1959 am Großen Preis von Venezuela in einem Ferrari 500 Mondial Spyder teil. 1960 ging Lollobrigida in die Vereinigten Staaten und fuhr dort mehrere Rennen, so in Daytona 1962 in einem Maserati, in Nassau und auf anderen Strecken.
Zurück in seinem Geburtsland begann er mit einer Karriere als Charakterdarsteller beim Film. Bereits 1957 hatte er in einem in Südamerika gedrehten Film von Massimo Dallamano, Tre emigranti e una ragazza, gespielt; nun war er bis Ende der 1970er Jahre in vielen Genrefilmen, vor allem Italowestern, als gewissenloser Handlanger von Bösewichten, schmieriger Geschäftsmann oder Soldat zu sehen. Oft spielte er unter Regisseur Alberto De Martino, fast immer unter dem Pseudonym Lee Burton.

## Filmografie (Auswahl)
- 1965: 100.000 Dollar für Ringo (100.000 Dollari per Ringo)
- 1965: Uccidete Johnny Ringo
- 1966: Die Cobra (Il cobra)
- 1966: Django – Nur der Colt war sein Freund (Django spara per primo)
- 1966: I due figli di Ringo
- 1966: Der Mann mit den tausend Masken (Upperseven l'uomo da uccidere)
- 1967: Bradock – Drei Unzen Blei zum Fünf-Uhr-Tee (Troppo per vivere… poco per morire)
- 1967: Frank Collins 999 – Mit Chloroform geht's besser (Entre las redes)
- 1967: Mit Django kam der Tod (L’uomo, l’orgoglio, la vendetta)
- 1967: Operation „Kleiner Bruder“ (O. K. Connery)
- 1968: Django und die Bande der Gehenkten (Preparati la bara!)
- 1968: Friedhof ohne Kreuze (Une corde, un colt…)
- 1968: Ich bin ein entflohener Kettensträfling (Vivo per la tua morte)
- 1968: Mord auf der Via Veneto (Roma come Chicago)
- 1968: Stoßtrupp ins Jenseits (El ´Che` Guevara)
- 1968: Zum Krepieren befohlen (Giugno '44: sbarcheremo in Normandia)
- 1969: Die zum Teufel gehen (La legione dei dannati)
- 1970: Die Bestie (La belva)
- 1970: Drei Halunken und ein Halleluja (Roy Colt & Winchester Jack)
- 1970: Das Gesetz des Schweigens (E venne il giorno dei limoni neri)
- 1970: Satan der Rache (E Dio disse a Caino)
- 1971: Django – Der Tag der Abrechnung (Quel maledetto giorno della resa dei conti)
- 1971: Rivalen unter roter Sonne (Soleil rouge)
- 1971: Zeig mir das Spielzeug des Todes (Il giorno del giudizio)
- 1972: Bruder Sonne, Schwester Mond (Fratello sole, sorella luna)
- 1972: Der Mafia-Boß (I familiari delle vittime non saranno avvertiti)
- 1973: Number One
- 1973: Blu Gang
- 1973: Hilfe, ich bin Spitz… e! (Rugantino)
- 1973: Vier Teufelskerle (Campa carogna… la taglia cresce)
- 1980: Der Puma-Man (L’uomo puma)

## Motorsport-Statistik

### Einzelergebnisse in der Sportwagen-Weltmeisterschaft
| Saison | Team      | Rennwagen      | 1   | 2   | 3   | 4   | 5   | 6   | 7   | 8   | 9   | 10  | 11  | 12  | 13  | 14  | 15  | 16 | 17 | 18 | 19 | 20 | 21 | 22 |
| ------ | --------- | -------------- | --- | --- | --- | --- | --- | --- | --- | --- | --- | --- | --- | --- | --- | --- | --- | -- | -- | -- | -- | -- | -- | -- |
| 1962   | Sorocaima | Maserati 200SI | DAY | SEB | SEB | MAI | TAR | BER | NÜR | LEM | TAV | CCA | RTT | NÜR | BRI | BRI | PAR |    |    |    |    |    |    |    |
| 1962   | Sorocaima | Maserati 200SI | 22  |     |     |     |     |     |     |     |     |     |     |     |     |     |     |    |    |    |    |    |    |    |